# Квазігеоїд
Квазігеоїд (рос. квазигеоид, англ. quasigeoid, нім. Quasigeoid n) – фігура, запропонована в 1950-х роках радянським ученим М. С. Молоденським як строге розв'язання задачі визначення фігури Землі.
Квазігеоїд — це допоміжна поверхня, що збігається в океанах і відкритих морях з поверхнею геоїда. Поверхня квазігеоїда близька до поверхні геоїда, відхилення виражаються в одиницях сантиметрів на рівнинній територій і не перевершують 2 м у гористих районах. Поверхню квазігеоїда можна уявити як поверхню, побудовану відкладанням нормальних висот від точок геометричного нівелювання I, II й III класів.

## Визначення Квазігеоїда
Поверхня квазігеоїда може бути визначена геометрично або фізично. Геометричне визначення квазігеоїда в математичній формі запишеться як:
ζ = h – Hn,
де ζ — висота квазігеоїда, h — геодезична висота, що відраховується від поверхні еліпсоїда, Hn — нормальна висота визначена шляхом геометричного нівелювання.
Фізичне визначення квазігеоїда виражається через формулу Брунса: 
ζ = T /γ, 
де Т — збурюючий потенціал, визначений із ряду Молоденського, γ — нормальна сила тяжіння в пункті.